# Athetis albanalis
Athetis albanalis là một loài bướm đêm trong họ Noctuidae.